# Andrew Robinson Stoney
Pour les articles homonymes, voir Andrew Robinson, Robinson et Stoney.
 (décembre 2016).
Andrew Robinson Stoney, devenu après son mariage Andrew Robinson Stoney Bowes, né en 1747 et mort en 1810, est un aventurier anglo-irlandais, époux de la comtesse Mary Bowes de Strathmore, une ancêtre de la reine Élisabeth II du Royaume-Uni. La comtesse Bowes est célèbre sous le surnom de « la comtesse malheureuse » (« The Unhappy Countess ») en raison de sa relation houleuse avec Stoney, se terminant par un scandale.
L'histoire de Stoney Bowes et de la Comtesse de Strathmore inspire le romancier William Makepeace Thackeray qui en fait une autobiographie fictive publiée en 1844, intitulée Mémoires de Barry Lyndon. Le cinéaste Stanley Kubrick adapte ce roman dans son film Barry Lyndon en 1975. Ce film est en 1976 récompensé par quatre oscars : meilleure direction artistique, meilleure photographie, meilleure création de costumes et meilleure partition de chansons et adaptation musicale. 